# Svartstrupig sparv
Svartstrupig sparv (Amphispiza bilineata) är en fågel i familjen amerikanska sparvar inom ordningen tättingar. Den förekommer i busköken i sydvästra USA söderut till centrala Mexiko. Arten minskar i antal men beståndet anses vara livskraftigt.

## Kännetecken

### Utseende
Svartstrupig sparv är en liten till medelstor (12–14,5 cm) amerikansk sparv med karakteristisk fjäderdräkt. Huvudet är prydligt tecknat med mörk kind och hjässa, vitt ögonbryns- och strupsidesstreck och svart på strupen och ner i en kil på bröstet. Ovansidan är ljust gråaktig, undersidan ljusare. I flykten syns vita hörn på den svarta stjärten. 

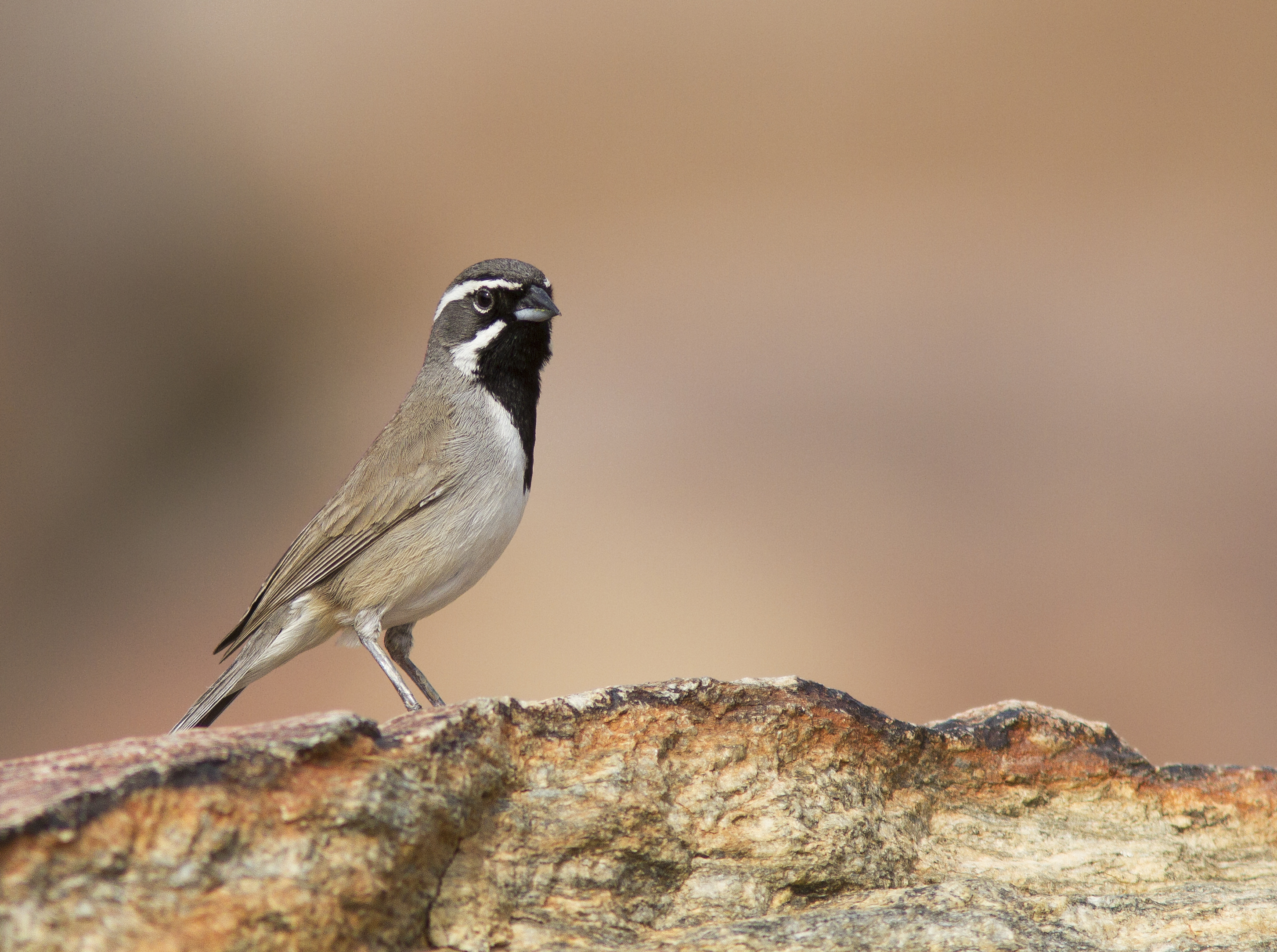

### Läten
Sången är enkel och mekanisk, ett klingande "swik swik sweeee te-errrrrrrr" och liknande. Bland lätena hörs klocklika "tip" och serier med ljusa "tee".

## Utbredning och systematik
Svartstrupig sparv delas in i tio underarter med följande utbredning:
- Amphispiza bilineata bilineata – norra och centrala Texas till nordöstra Mexiko (östra Coahuila, Nuevo León och Tamaulipas)
- Amphispiza bilineata opuntia – sydöstra Colorado till östra New Mexico, västra Texas och nordvästra Coahuila
- Amphispiza bilineata deserticola – torra västra delen av centrala USA till norra Baja California, öar i Cortéshavet och nordvästra Chihuahua
- Amphispiza bilineata bangsi – Cape-distriktet i södra Baja California och angränsande öar
- Amphispiza bilineata tortugae – La Tortugaön (Californiaviken)
- Amphispiza bilineata carmenae – Isla del Carmen (Californiaviken)
- Amphispiza bilineata belvederei – Isla Cerralvo (Californiaviken)
- Amphispiza bilineata cana – Isla San Esteban (Californiaviken)
- Amphispiza bilineata pacifica – arida delar av nordvästra Mexiko (södra Sonora, norra Sinaloa och Isla Tiburón)
- Amphispiza bilineata grisea – västra delen av centrala Mexiko (Chihuahua till södra Coahuila, norra Jalisco, sydvästra Tamaulipas)

Underarten carmenae inkluderas ofta i bangsi.

Utbredningsområde för svartstrupig sparv, där orange betecknar vistelse sommartid och lila året runt.

### Släktestillhörighet
Svartstrupiga sparven placeras i släktet Amphispiza som den tidigare delade med de närbesläktade arterna kaliforniensparv och malörtsparv, tidigare behandlade som en och samma art. DNA-studier visar dock att dessa två står långt från svartstrupig sparv, närmare bland annat sångsparven i Melospiza och grässparv (Passerculus sandwichensis). Enligt samma studier är däremot arten fembandad sparv, traditionellt en del av Aimophila, istället systerart till svartstrupig sparv. Inledningsvis inkluderades därför den fembandade sparven i Amphispiza och inkluderas därför numera i Amphispiza. Sedan 2021 urskiljs den dock i ett eget släkte, Amphispizopsis, med tanke på det relativt stora genetiska avståndet arterna emellan och morfologiska skillnader. De båda arterna bildar en grupp tillsammans med lärksparv, svartsparv och de i Spizella.

### Familjetillhörighet
Tidigare fördes de amerikanska sparvarna till familjen fältsparvar (Emberizidae) som omfattar liknande arter i Eurasien och Afrika. Flera genetiska studier visar dock att de utgör en distinkt grupp som sannolikt står närmare skogssångare (Parulidae), trupialer (Icteridae) och flera artfattiga familjer endemiska för Karibien.

## Levnadssätt
Svartstrupig sparv hittas i torr busköken och sparsam buskvegetation med inslag av barmarksfläckar. Den ses vanligen i par eller smågrupper. Fågeln häckar i april och maj, men ibland så tidigt som i februari.

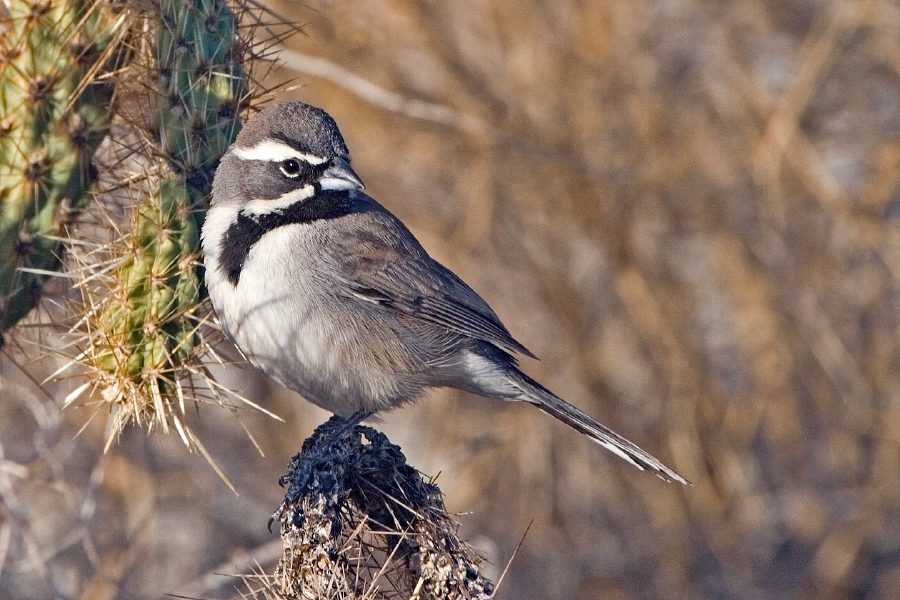

## Status och hot
Arten har ett stort utbredningsområde och en stor population, men tros minska i antal, dock inte tillräckligt kraftigt för att den ska betraktas som hotad. Internationella naturvårdsunionen IUCN kategoriserar därför arten som livskraftig (LC). Världspopulationen uppskattas till 62 miljoner vuxna individer.